# こすずめ号
こすずめ号（こすずめごう）は、神奈川県横浜市戸塚区・栄区内で運行されているコミュニティバス。正式名称は小雀乗合バス「こすずめ号」。横浜市栄区に本社を置く株式会社共同へ運行を委託している。

## 概要
戸塚区小雀西地区とJR大船駅を結ぶ路線を、ワンボックスカーで運行している。2008年10月から約9ヶ月間の実証運行を経て、2009年7月6日から本格運行へ移行した。株式会社共同はこの路線により乗合バス事業に参入した。
戸塚区・栄区内では横浜市営バスや神奈川中央交通（主に戸塚営業所）の一般路線バスが長年運行されてきたが、2007年前後には市営バスの大規模な路線再編成が行われたこともあり、一般路線バスの減便や廃止などにより交通空白地帯が発生した。また地域住民の高齢化もあって、坂が多く鉄道駅から遠い小雀地区内では地元町内会によりコミュニティバスの運行が要望された。これを受け、横浜市の支援のもとに、戸塚区原宿に本社を置く運送会社・タクシー事業者（当時）の株式会社共同が乗合タクシーとして実証運行を開始。本格運行への移行に伴い同社が乗合バスの事業免許を取得し「こすずめ号」は乗合バスへ移行した。

## 沿革
- 2007年8月	- コミュニティバス運行に向け、地域住民と横浜市の打ち合わせ開始[4]。
- 2007年10月 - 地域組織として「小雀西地区交通対策委員会」を設立[4]。
- 2008年5月	- 横浜市が実証運行に対する運行支援を決定[4]。
- 2008年10月15日 - 小雀乗合タクシーとして実証運行開始[3]。
- 2009年5月	- 株式会社共同が一般乗合旅客自動車運送事業の許可を受ける[4]。
- 2009年7月6日 - 本格運行へ移行[3]
- 2009年9月17日 - 乗合バス（路線バス）として運行開始[2]。小雀乗合バス「こすずめ号」に名称を変更。
- 2010年3月1日 - 大船駅東口停留所をバスターミナル内に移設[4]。
- 2011年8月1日 - 小児運賃を導入[4]。
- 2012年4月2日 - ダイヤ改正。山谷、仲ノ谷下、仲ノ谷上停留所を設置。
- 2020年2月8日 - 新型車両を導入、お披露目式を横浜市立小雀小学校で開催[4][5]。
- 2021年4月1日 - 回数券の販売を開始（4,000円、10枚+1枚）[3][4]
- 2022年4月1日 - ダイヤ改正、運行時刻と運行ルート（昼のみ）変更[3][4]。国立病院機構横浜医療センターへ乗り入れ開始[6]。同日から定期券の販売を開始[3][4]。

## 運賃・乗車券類
- 大人400円、小児200円
- 未就学児は無料（大人1人に対して2人まで）
- 横浜市の敬老特別乗車証、PASMO・Suica等の交通系ICカードは利用不可。

## 路線
- 大船駅東口 → 田谷 → 小雀浄水場前 → 中原 → ハートケア前 → 山谷下 → 小雀浄水場前 → 田谷 → 大船駅東口
- 大船駅東口 → 田谷 → 小雀浄水場前 → 中原 → ハートケア前 → 山谷下
- 小雀浄水場前 → 中原 → ハートケア前 → 山谷下 → 小雀浄水場前 → 田谷 → 大船駅東口

平日は6時台から22時台に28便、土休日は9時台から20時台まで15便運行される。
多くの便は循環便として運行されるが、山谷下行きや小雀浄水場前始発の区間便も設定されている。
田谷停留所は小雀浄水場方面の便のみ乗車可能、大船駅方面の便のみ降車可能。

## 車両
トヨタ・ハイエース（定員13名）を使用する。車体には付近の小学校から募集した児童の描いた絵が貼られている。